# Speciális tápszer
A speciális tápszer a különleges táplálkozási igényt kielégítő olyan élelmiszer, amely különleges eljárással, beteg emberek diétás ellátására készül és orvosi felügyelet mellett használandó. Olyan betegek kizárólagos vagy részleges táplálására szolgál, akiknél a természetes eredetű tápanyagok vagy azok metabolitjainak felvétele, emésztése, felszívódása, feldolgozása vagy kiválasztása korlátozott, csökkent vagy zavart, valamint más, orvosilag meghatározott tápanyagszükséglet áll fenn és az nem biztosítható a hagyományos étrend megváltoztatásával, más különleges táplálkozási igényt kielégítő élelmiszerrel vagy e kettő kombinációjával.

## Speciális tápszer fajtái
1. állandó tápanyagtartalmú, a tápanyagtartalom szempontjából teljes értékű élelmiszerek, amelyek a gyártó utasítása szerint használva azok számára, akiknek szánják, egyedüli tápanyagforrást is képezhetnek;
2. tápanyagtartalom szempontjából teljes értékű élelmiszerek, meghatározott betegséghez, rendellenességhez vagy egészségügyi állapothoz igazított tápanyag-összetétellel, amelyek a gyártó utasítása szerint használva a rászoruló személyek egyedüli tápanyagforrását képezhetik;
3. állandó tápanyagtartalmú, a betegséghez, rendellenességhez vagy egészségi állapothoz igazított tápanyag-összetételű, tápanyagtartalom szempontjából nem teljes értékű élelmiszerek, amelyek nem szolgálhatnak a táplálásra szoruló személy kizárólagos tápanyagforrásául.

## Különbség az étrend-kiegészítő és a tápszer között
|                | Étrend-kiegészítők                                         | Speciális – gyógyászati célra szánt – tápszerek |
| Kiknek készül? | egészségeseknek                                            | betegeknek |
| célja:         | Az egészség fenntartása, a hagyományos étrend kiegészítése | A beteg szervezet működéséhez szükséges tápanyagok bevitele, amikor normál étrenddel nem biztosítható teljes mértékben a megfelelő mennyiségű és minőségű táplálás. |
| alkalmazása:   | Nem kíván orvosi ellenőrzést.                              | Orvosi ellenőrzést igényel. |